# Marvin Angeles
Marwin Janver Malinay Angeles (ur. 9 stycznia 1991 w Wenecji) – filipiński piłkarz, występujący na pozycji środkowego pomocnika w filipińskim klubie Davao Aguilas. Były, sześciokrotny, reprezentant Filipin.

## Sukcesy

### Klubowe
Global FC
- Mistrzostwo Filipin: 2012

United City FC
- Mistrzostwo Filipin: 2015

## Życie prywatne
Angeles urodził się jako syn Filipińczyków w Wenecji we Włoszech. Ma brata bliźniaka, Marwina, który również jest zawodowym piłkarzem i reprezentantem Filipin.